# Regreso al hogar
Regreso al hogar es el título de la primera novela de literatura romántica que escribió Danielle Steel en el año 1973. 

## Sinopsis
Una estilista de nombre Gillian, divorciada y madre de una pequeña niña de tan solo 5 años de edad, se involucra con Chris en una aventura amorosa, él es un trabajador en la industria del cine, su vida es la de un hippie, infiel e irresponsable.
Gillian descubre que ha quedado embarazada de Chris y lo descubre en un acto de infidelidad en su propia cama, lo que la lleva a la decisión de dejar la ciudad de San Francisco y volverse a Nueva York.
Una vez instalada en esa ciudad se reencuentra con un viejo amigo llamado Gordon y comienzan una vida de amantes, sin olvidarse del pasado y de la aventura vivida con Chris. 